# DeMarco Sampson
DeMarco Sampson Jr. (Chula Vista, 19 dicembre 1985) è un giocatore di football americano statunitense che gioca nel ruolo di wide receiver per i Buffalo Bills della National Football League (NFL). Fu scelto nel corso del settimo giro (249º assoluto) del Draft NFL 2011 dagli Arizona Cardinals. Al college ha giocato a football all'Università statale di San Diego.

## Carriera professionistica

### Arizona Cardinals
Sampson fu scelto dagli Arizona Cardinals nel corso del settimo giro del Draft 2011. Nella sua stagione da rookie disputò 12 partite, nessuna delle quali come titolare, ricevendo 3 passaggi per 36 yard.

### Buffalo Bills
Il 30 maggio 2013, Sampson firmò con i Buffalo Bills.

## Vittorie e premi
Nessuno

## Statistiche
| Partite totali      | 12  |
| Partite da titolare | 0   |
| Ricezioni           | 33  |
| Yard ricevute       | 0,0 |
| Touchdown           | 0   |

Statistiche aggiornate alla stagione 2012